# Liste der Stolpersteine in Kevelaer
In der Liste der Stolpersteine in Kevelaer werden die vorhandenen Gedenksteine aufgeführt, die im Rahmen des Projektes Stolpersteine des Künstlers Gunter Demnig in Kevelaer und dessen Ortsteilen verlegt worden sind. Bisher wurden 3 Steine verlegt. Mit ihnen soll Opfern des nationalsozialistischen Regimes gedacht werden, die in Kevelaer lebten und wirkten. 

## Kevelaer
| Inschrift | Adresse         | Verlegedatum  | Bild | Anmerkung |
| --- | --------------- | ------------- | ---- | --- |
| Hier wohnte Maria Wackers geb. van Aaken Jg. 1906 Gegnerin des NS-Regimes eingewiesen 19. 12. 1944 Heilanstalt Uchtspringe ermordet 22. 1. 1945 | Maasstraße 35 ⊙ | 23. Nov. 2016 |      | Maria Wackers war wohnhaft in Kevelaer. Nach der Bombardierung Kevelaer durch die Alliierten 1944 verließ sie mit ihren Kindern Kevelaer und wollte im Gau Magdeburg Schutz finden. Auf der Fahrt wurde der Zug bombardiert, sie erlitt einen Nervenzusammenbruch und kam in das Krankenhaus Uchtspringe wo sie unter ungeklärten Umständen verstarb. Dieses Krankenhaus gehörte zur „Aktion T4“. |

## Ortsteil Wetten
| Inschrift | Adresse            | Verlegedatum  | Bild | Anmerkung |
| --- | ------------------ | ------------- | ---- | --- |
| Hier wohnte Anna Christine Boland Jg. 1899 eingewiesen 1943 Heilanstalt Grafenberg 'verlegt' 13. 11. 1943 Heilanstalt Meseritz-Obravalde ermordet 20. 11. 1943 | Blumenheideweg 3 ⊙ | 26. Jan. 2022 |      | Anna Christine Boland wurde am 26. September 1899 in Brünen geboren. Im Folgejahr zog sie mit ihrer Familie nach Wetten. Aufgrund einer Epilepsie-Erkrankung wurde Anna Christine Boland im Jahr 1943 in der Provinzial-Heil- und Pflegeanstalt Grafenberg in Düsseldorf behandelt. Von dort wurde sie am 13. November 1943 in die Heil- und Pflegeanstalt Obrawalde in Meseritz/Posen verlegt. Am 20. November 1943 wurde sie ebendort ermordet. |
| Hier wohnte Magaretha Heijmanns Jg. 1895 eingewiesen 12. 3. 1930 Heilanstalt Bedburg-Hau 'verlegt' 7. 4. 1941 Bernburg ermordet 7. 4. 1941 Aktion T4           | Langstraat 8 ⊙     | 26. Jan. 2022 |      | Magaretha Heijmanns wurde am 28. Juli 1895 in Wetten Haus 99 geboren. Ebendort besuchte sie die Elementarschule und arbeitete unter anderem als Magd auf dem benachbarten Hof. Aufgrund einer "Wesensveränderung", die sich bereits mit 14 Jahren bei ihr eingestellt habe, wurde sie am 12. März 1930 zur Behandlung in die Provinzial Heil- und Pflegeanstalt Bedburg-Hau aufgenommen. Von dort wurde Magaretha Heijmanns am 8. März 1940 zunächst in die Landesanstalt Görden verlegt. Am 7. April 1941 erfolgte eine weitere Verlegung in die Tötungsanstalt Bernburg, wo sie noch am selben Tag ermordet wurde. |